# Frank Onyeka
Ogochukwu Frank Onyeka (Nigeria, 1 de enero de 1998), conocido como Frank Onyeka, es un futbolista nigeriano que juega de centrocampista en el Brentford F. C. de la Premier League de Inglaterra.

## Trayectoria
En enero de 2016 llegó a Dinamarca para integrarse en la academia del F. C. Midtjylland. Debutó al año siguiente en un partido de Copa de Dinamarca ante el Greve Fodbold en el que anotó uno de los siete goles de su equipo. También vio puerta en su estreno en la Superliga de Dinamarca en febrero de 2018. En su etapa en el club jugó más de 120 encuentros y ganó tres títulos.
En julio de 2021 fue traspasado al Brentford F. C., que acababa de ascender a la Premier League, y firmó por cinco temporadas. Se estrenó con su nuevo equipo el 13 de agosto saliendo de inicio en la jornada inaugural ante el Arsenal F. C. Su primer gol llegó en abril de 2024, en su encuentro número 74, y sirvió para certificar una victoria contra el Sheffield United F. C. a los tres minutos de entrar al terreno de juego. Desde entonces jugó otros cuatros partidos y en el mes de agosto fue cedido al F. C. Augsburgo ya que quería disponer de más minutos sobre el terreno de juego.

## Selección nacional
En septiembre de 2020 fue convocado por primera vez con la selección de Nigeria para unos amistosos en octubre, debutando en uno de ellos ante Argelia.
El 25 de diciembre de 2021 el seleccionador Augustine Eguavoen lo incluyó en la lista de 28 jugadores para participar en la Copa Africana de Naciones 2021. Dos años después volvió a ser citado para acudir a la cita continental. En esta edición alcanzaron la final, pero fueron derrotados por la anfitriona Costa de Marfil.

### Participaciones en Copa Africana de Naciones
| Copa                           | Sede            | Resultado        | Partidos | Goles |
| ------------------------------ | --------------- | ---------------- | -------- | ----- |
| Copa Africana de Naciones 2021 | Camerún         | Octavos de final | 1        | 0     |
| Copa Africana de Naciones 2023 | Costa de Marfil | Subcampeón       | 7        | 0     |

## Clubes
| Club                     | País       | Año       |
| ------------------------ | ---------- | --------- |
| F. C. Midtjylland        | Dinamarca  | 2017-2021 |
| Brentford F. C.          | Inglaterra | 2021-     |
| F. C. Augsburgo (cedido) | Alemania   | 2024-2025 |

## Palmarés

### Títulos nacionales
| Título                 | Club              | País      | Año  |
| ---------------------- | ----------------- | --------- | ---- |
| Superliga de Dinamarca | F. C. Midtjylland | Dinamarca | 2018 |
| Copa de Dinamarca      | F. C. Midtjylland | Dinamarca | 2019 |
| Superliga de Dinamarca | F. C. Midtjylland | Dinamarca | 2020 |